# Spațiu compact
Noțiunea de spațiu compact este utilizată în topologie și se referă la o proprietate a spațiilor topologice.

## Istoric
Termenul compact a fost introdus de Fréchet în 1906, fiind necesar la studiul spațiilor metrice. Astfel, proprietățile acestor spații au putut fi generalizate și pentru spații topologice în general.
Un alt motiv pentru utilizarea acestei noțiuni îl constituie faptul că proprietățile spațiilor compacte se aseamănă cu cele ale mulțimilor finite.

## Definiție

### Pe mulțimeaRn{\displaystyle \mathbb {R} ^{n}}
Pentru orice submulțime a spațiului euclidian {\displaystyle \mathbb {R} ^{n}}, următoarele definiții sunt echivalente:
- Orice acoperire deschisă admite o subacoperire finită. Aceasta este definiția cel mai des utilizată.
- Orice șir conține un subșir convergent a cărui limită aparține mulțimii.
- Orice submulțime infinită are un punct de acumulare care aparține mulțimii.
- Mulțimea este închisă și mărginită. Aceasta este condiția cel mai ușor de verificat, de exemplu pentru un interval închis sau pentru o n-bilă.

### Cazul spațiilor topologice
Un spațiu topologic X se numește compact dacă toate acoperirile sale deschise
{\displaystyle X=\bigcup _{i\in I}}, unde {\displaystyle U_{i}\,} sunt submulțimi deschise ale lui X,
admit o subacoperire finită:
{\displaystyle X=U_{i_{1}}\cup U_{i_{2}}\cup \dots \cup U_{i_{n}}} , cu {\displaystyle i_{1},i_{2},\dots ,i_{n}\in I}

## Exemple

### Spații compacte
- Orice spațiu topologic finit, incluzând aici și mulțimea vidă.
- Intervalul unitate închis {\displaystyle [0,1]\,}.
- Orice n-bilă, {\displaystyle n\in \mathbb {N} }.
- Orice n-sferă, {\displaystyle n\in \mathbb {N} }.
- Mulțimea Cantor.

### Spații care nu sunt compacte
- Intervalul semideschis {\displaystyle [0,1)\,}
- Mulțimea numerelor reale {\displaystyle \mathbb {R} }.
- Mulțimea numerelor întregi {\displaystyle \mathbb {Z} }.
- Mulțimea numerelor naturale {\displaystyle \mathbb {N} }.
- Mulțimea numerelor raționale {\displaystyle \mathbb {Q} }.
- Mulțimea numerelor iraționale {\displaystyle \mathbb {I} }.